# Inflyttarna
Inflyttarna är ett offentligt konstverk på Hagaplan i Solna på gränsen till Stockholm, skapat av Johanna Karlin. Det är en installation, som huvudsakligen består av ett 30-tal använda parkbänkar, som hämtats från andra platser i Sverige och Tyskland.
Konstverket är finansierat av Region Stockholm och ingår som en en del av den konstnärliga utsmyckningen av Nya Karolinska Solna, en del av Karolinska universitetssjukhuset, och dess omgivning. Det beställdes 2017 av regionen efter att fem inbjudna konstnärer utvecklat var sitt tävlingsförslag. Det invigdes i september 2023.
De enskilda bänkarna är unika och har enligt konstnären i likhet med människor som flyttar in till storstaden olika karaktärer och kommer från olika platser och blir - liksom sådana människor - inflyttare.

## Bänkar iInflyttarna
- En skolbänk från Ölands folkhögskola.
- Förortsbänken, en parkbänk från en lekplats i stockholmsförorten Kälvesta.
- Två parkbänkar från genomfartsvägen genom Blomstermåla, som är målade i en liknande blå färg som blomstermålarkonstnären Bengt Johansson (född 1933) använder.
- Gruppen Rastplatsen med stoppsten, picknickbord och bänkar.
- Gruppen Propellern med tre bänkar av respektive betong, stål och massivt trä från stormfällt virke efter Orkanen Gudrun 2005.
- En tysk parkbänkmodell från Berlin.
- Gruppen Bion med bland annat tre bruna bänkar från parker i Kalmar och en faluröd bänk från hamnen i Färjestaden.
- Gruppen Pilen med fem bänkar med bland andra Stockholmsbänken, den tyska bänken Olympia, som togs fram för Olympiska sommarspelen 1972 i München 1972 och en 1970-talsbänk från stockholmsförorten Hallunda.
- Gruppen Utlöparna med tre bänkar, målade i respektive orangerött, orangerosa och rödrosa.